# Unione dei Federalisti Europei
L'Unione dei Federalisti Europei (UEF) è un'organizzazione non governativa e gruppo di pressione europeo che mira alla creazione di una federazione europea. L'UEF è formata da venti diverse organizzazioni basate a livello nazionale.

## Storia
I movimenti federalisti di 14 paesi europei si incontrarono a Hertenstein (Weggis) in Svizzera nel settembre 1946. Adottarono una dichiarazione-programma in cui individuavano nella costruzione di una federazione europea il modo per evitare una futura ripetizione della sofferenza e della distruzione causata dalle due guerre mondiali e per rendere l'Europa pacifica e democratica, superando i nazionalismi e la divisione del continente in stati nazionali. Successivamente si tenne un secondo incontro a Lussemburgo, in cui venne deciso di istituire un segretariato europeo permanente con sede a Parigi e un segretariato permanente dei federalisti di tutto il mondo con sede a New York. Il 15 e 16 dicembre 1946 a Parigi venne creata l'Unione dei Federalisti Europei. I suoi compiti principali erano coordinare e promuovere le attività dei vari movimenti federalisti attivi su scala nazionale.
Nei primi anni di attività l'UEF organizzò una campagna per trasformare l'Assemblea consultiva del Consiglio d'Europa in un'assemblea costituente della Federazione europea. La campagna venne portata avanti con una petizione che chiedeva all'Assemblea consultiva di predisporre un testo per un patto federativo da sottoporre poi agli stati membri del Consiglio d'Europa. La petizione venne firmata da migliaia di cittadini europei e da alcune personalità politiche ed intellettuali, ma non portò al risultato sperato.
L'UEF si impegnò anche per la ratifica dell'istituzione della Comunità europea di difesa, ma dopo la sua bocciatura entrò in crisi e nel giugno 1956 si divise. Una parte dell'UEF, guidata da Altiero Spinelli, preferiva un approccio costituzionale all'integrazione europea e fondò il Movimento Federalista Europeo. Un'altra parte preferiva invece un approccio graduale ed incrementale e creò l'Azione Europea Federalista.
Alla fine degli anni sessanta, quando cominciarono ad apparire concrete le possibilità di creazione di un'unione economica e monetaria europea, i due movimenti federalisti tornarono a collaborare e ricrearono l'Unione dei Federalisti Europei nell'aprile 1973. Uno degli obiettivi principali dell'UEF divenne la rivendicazione dell'elezione diretta dei membri del Parlamento europeo. L'UEF organizzò una serie di manifestazioni, alcune delle quali radunarono migliaia di partecipanti.
La più grande manifestazione promossa dall'UEF ebbe luogo a Milano in occasione del vertice del Consiglio europeo del 28 e 29 giugno 1985, a cui parteciparono circa 100.000 persone. Dopo i cambiamenti intervenuti tra la fine degli anni ottanta e i primi anni novanta e dopo la formazione dell'Unione europea, l'UEF si impegnò per l'eliminazione dei controlli ai confini interni, per procedere sia all'allargamento che all'approfondimento dell'UE, per rafforzare il Parlamento europeo e la Commissione europea e per estendere il ricorso al voto a maggioranza piuttosto che all'unanimità. L'UEF organizzò anche una campagna per una costituzione europea federale.

## Attività
I principali modi con cui l'Unione dei Federalisti Europei cerca di conseguire i propri obiettivi sono:
- sensibilizzare le opinioni pubbliche europee sulle tematiche europee organizzando incontri, dibattiti, seminari, campagne e manifestazioni;
- esercitare pressione sulla classe politica avanzando proposte, lanciando dibattiti, con azioni di lobby e organizzando manifestazioni;
- far conoscere e diffondere le proprie idee nell'opinione pubblica;
- cooperare con altre organizzazioni non governative che hanno obiettivi simili.

## Organizzazione
Le organizzazioni federaliste nazionali che compongono l'UEF sono autonome e sono libere di agire, nell'ambito del quadro politico generale stabilito assieme.
Il congresso dell'UEF è composto da delegati delle organizzazioni federaliste nazionali. Si riunisce ogni due anni. Determina le linee politiche dell'UEF, può modificare lo statuto, elegge la metà dei membri del comitato federale, il presidente e il consiglio arbitrale.
Il presidente dell'UEF viene eletto dal congresso a maggioranza assoluta. Presiede il comitato federale e il direttivo. L'attuale presidente è l'ex sottosegretario italiano Sandro Gozi.
Il comitato federale è composto per metà da membri eletti dal congresso e per metà da membri eletti dalle organizzazioni federaliste nazionali. Dura in carica due anni e determina le scelte e le attività dell'UEF nel periodo compreso tra due congressi. Approva i bilanci, stabilisce le procedure da seguire, organizza i congressi ed elegge il direttivo dell'UEF, il segretario generale ed il tesoriere. Anche il direttivo dura in carica due anni. Il segretario generale ha funzioni amministrative e il tesoriere cura gli aspetti finanziari.
Su richiesta del direttivo o di almeno due organizzazioni federaliste nazionali può essere convocata la conferenza dei rappresentanti, a cui partecipano i rappresentanti delle organizzazioni federaliste nazionali, il presidente dell'UEF, il segretario generale e il tesoriere. La conferenza ha un ruolo consultivo e di coordinamento, presenta proposte al comitato federale.

## Organizzazioni partecipanti

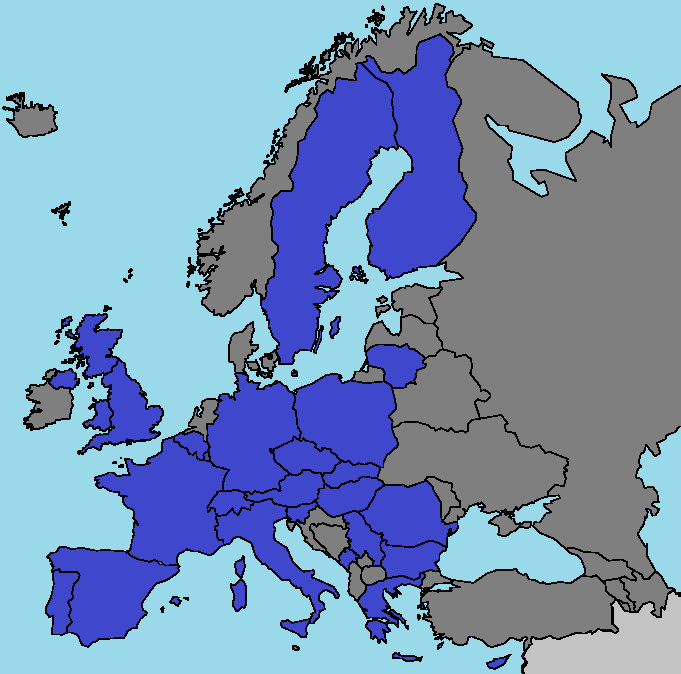
Organizzazioni partecipanti, 2011

In alcuni paesi l'Unione dei Federalisti Europei è presente con il proprio nome, mentre in altri la sua sezione nazionale ha un nome differente: 
- Europäische Föderalistische Bewegung (Austria)
- Unione dei Federalisti Europei del Belgio[1]
- Unione dei Federalisti Europei della Bulgaria
- Unione dei Federalisti Europei della Repubblica Ceca
- Movimento Federalista Europeo di Cipro
- Eurooppafederalistit (Finlandia)
- Union pour l'Europe Federale (Francia)
- Europa-Union Deutschland (Germania)[2]
- Movimento Federalista Europeo della Grecia
- Movimento Federalista Europeo (Italia)
- Unione dei Federalisti Europei del Lussemburgo
- Unione dei Federalisti Europei della Polonia[3]
- Unione dei Federalisti Europei del Portogallo
- Federal Union (Regno Unito)
- Conventia Româna Pentru O Europa Unita (Romania)
- Unija evropskih federalista (Serbia)
- Society for United Europe (Slovenia)
- Nouveau Mouvement Européen (Svizzera)